# Cleft Island
Cet article concerne l'île australienne. Pour l'île en Antarctique, voir Cleft Island (Antarctique).
Cleft Island ou Skull Rock est une île du détroit de Bass et du parc national du promontoire de Wilson, dans l'État du Victoria, en Australie.
Sa forme est atypique, donnant l'impression qu'elle est éventrée ou disposant partiellement d'un dôme.